# Stadtbus Gmünd
Die Severin Abt GmbH & Co. KG betreibt unter dem Namen Stadtbus Gmünd den Stadtverkehr in Schwäbisch Gmünd und Umgebung.

## Linien
| Nr. | Verlauf                                              |
| --- | ---------------------------------------------------- |
| 1   | Schwäbisch Gmünd – Heubach                           |
| 2   | Schwäbisch Gmünd – Weißenstein                       |
| 3   | Wißgoldingen – Waldstetten – Heubach                 |
| 4   | Schwäbisch Gmünd – Wißgoldingen                      |
| 4a  | Schwäbisch Gmünd – Reitprechts                       |
| 5   | Schwäbisch Gmünd Stiftsgut – Zimmern                 |
| 5b  | Schwäbisch Gmünd – Radelstetten – Maitis             |
| 6   | Schwäbisch Gmünd – Deinbach                          |
| 66  | Deinbach – Mutlangen                                 |
| 7   | Schwäbisch Gmünd Dreifaltigkeitsfriedhof – Kiesäcker |
| 7a  | Schwäbisch Gmünd – Schießtal                         |
| 71  | Schwäbisch Gmünd – Herlikofen                        |
| 73  | Schwäbisch Gmünd – Schechingen                       |

## Linienkonzessionen
Stadtbus Gmünd bedient das Stadtgebiet der Stadt Schwäbisch Gmünd. Eine Ausnahme bildet der Stadtteil Lindach, der von einem anderen Omnibusunternehmen bedient wird. Darüber hinaus übernimmt die Firma Stadtbusfunktionen für die angrenzende Stadt Heubach und einzelne Gebiete im Landkreis Göppingen. Die Regionalbuslinien wurden bis 2015 über den Verkehrsverbund FahrBus Gmünd koordiniert, heute sind beide Teil des Verkehrsverbunds OstalbMobil.

## Fahrplanangebot
Auf den wichtigen Stadtlinien 1, 2, 4, 5, 6, 71 fahren die Busse tagsüber an Werktagen ca. zwei- bis dreimal in der Stunde, ab 19 Uhr bis ca. 23 Uhr stündlich. Am Samstagnachmittag und sonntags verkehren die Busse stündlich. Einen geregelten Taktfahrplan gibt es jedoch nicht.

## Fuhrpark
Für den Linieneinsatz stehen etwa 55 Omnibusse zur Verfügung. Dabei kamen und kommen größtenteils Niederflurbusse vom Typ Mercedes-Benz O 405 N, Mercedes-Benz Citaro sowie MAN Lion’s City zum Einsatz. Vereinzelt waren auch noch ältere, in Deutschland recht seltene Volvo-Steyr-Stadtbusse im Einsatz.

## Geschichte
1945 fuhr das erste Abt-Fahrzeug, ein Lkw mit Holzaufbau und -bänken von Rechberg nach Schwäbisch Gmünd.
Anfang der 1950er Jahre nahm der Omnibusverkehr Abt den Stadtbusverkehr mit Daimler-Benz- und Magirus-Deutz-Bussen mit Frontmotor und „Schnauze“ auf. Sowohl die Deutsche Bundespost (Kraftpost) als auch die ansässige Omnibusgesellschaft scheuten das finanzielle Risiko, einen die Stadtteile verbindenden Nahverkehr aufzubauen. Das zu diesem Zeitpunkt kleine Unternehmen Abt nahm das Risiko, auch ohne finanzielle Unterstützung der Stadt, auf sich. Beraten von Rechtsanwalt Julius Klaus entwickelte man einen Stadtverkehr für Schwäbisch Gmünd. Ab 1957 wurden auch Mercedes-Benz O 321 H eingesetzt. Mitte der 1960er Jahre folgte der MAN-Typ Metrobus. Als Fahrscheindrucker wurden TIM-Drucker eingesetzt. In den 1970er bis 1990er Jahren wurden verschiedene Standard-Linienbusse eingesetzt.